# Cuadrangular de Santiago 1969
El Cuadrangular de Santiago 1969 corresponde a un evento del tipo de competencia amistosa de fútbol internacional. Es el único que no tuvo un campeón, ya que terminó inconcluso. 
Ese fallido cuadrangular se realizó en Santiago, durante el mes junio, con la participación de Olimpia de Paraguay y los equipos chilenos Unión Española, Universidad Católica y Colo Colo. 

## Aspectos generales

### Modalidad
El torneo se proyectó para ser jugado en dos fechas, bajo el sistema de eliminación directa, pero solo se alcanzaron a jugar los dos primeros partidos correspondiente a la jornada inicial, con los siguientes resultados:

## Partidos

### Semifinales
| 8 de junio de 1969 | Universidad Católica                         | 3:2 | Unión Española                   | Estadio Nacional de Santiago, Santiago |                         |
|                    | Armando Díaz · Néstor Isella · Sergio Messen |     | Manuel Rodríguez · Eladio Zárate | Árbitro(s): Hugo Gálvez                | Árbitro(s): Hugo Gálvez |

| 8 de junio de 1969 | Colo-Colo                      | 2:2 | Olimpia                | Estadio Nacional de Santiago, Santiago |                        |
|                    | Sergio Ramírez · Elson Beyruth |     | Sanguinetti · Paniagua | Árbitro(s): Mario Lira                 | Árbitro(s): Mario Lira |

El empate del segundo partido se debía definir con lanzamientos penales, en series de tres disparos. El jugador paraguayo Gustavo Torres tiró el primero y la pelota golpeó el vertical. A partir de ese momento comenzó una discrepancia en la forma de como continuar la definición, los paraguayos exigían que los disparos fuesen alternados y las bases establecían que la ejecución era continuada, no alternada, primero un equipo y a continuación el segundo equipo. No se logró acuerdo, y el Olimpia se retiró.
La jornada final fue programada para el 10 de junio de 1969. Sin embargo, no se llevó a cabo debido a las fuertes lluvias que caían sobre la capital de Chile. Esta medida fue adoptada por la Asociación Central de Fútbol.